# Новые приключения Золушки
«Новые приключения Золушки» (англ. Happily N'Ever After) — мультфильм режиссёра Пола Болджера по мотивам сказок братьев Гримм, созданный в 2007 году.

## Сюжет
Золушка, которую нам представляют Эллой (от англ. Cinderella — «Золушка»), живёт вместе с мачехой и двумя сводными сёстрами и грезит о бале, на котором хочет встретить принца. Посудомойщик Рик, от лица которого ведётся рассказ, влюблён в Эллу, однако он — не мужчина её мечты. Однажды семью Золушки приглашают на бал во дворец, и она очень радуется. Мачеха не против того, чтобы девушка пошла, но даёт ей длинный список дел.
На выручку приходит добрая фея, крёстная Золушки, и девушка отправляется в дорогу. Но во дворце, как оказывается, не всё гладко. Под самой дворцовой крышей живёт волшебник, у которого есть весы добра и зла. Он, управляя этими весами, поддерживает баланс добра и зла в королевстве. У него есть два помощника — кабан Пятак и кот Мамбо. Как раз в день бала волшебник решает отправиться на отдых и оставляет весы на совести помощников. Те не справляются, и механизм рушится. Пока они, ругаясь, пытаются всё исправить, их ругань слышит мачеха и поднимается наверх, чтобы узнать, в чём дело. Догадавшись, что теперь в её руках огромная власть, она достаточно просто отбирает колдовской посох волшебника у Пятака и Мамбо, а сами помощники, неумело превратив коврик в ковёр-самолёт, улетают куда-то в лес.
Мачеха собирает злодеев со всего королевства и хочет изменить судьбу каждого жителя. В первую очередь, она, конечно, думает о своей выгоде и о том, как бы выдать одну из недотёп-дочерей за принца. Элла прибегает к Рику и решает, что нужно искать королевского наследника. Мамбо и Пятак тоже приходят к этому выводу. По пути они вчетвером встречаются.
Преодолев много препятствий, друзья всё-таки находят принца, однако он оказывается не способен выгнать нечисть из замка, поэтому Рик берёт дело в свои руки. К тому же, мачеха похищает Эллу. Рик провожает Пятака и Мамбо во дворец, прикинувшись своим среди троллей, и они поднимаются на верхний этаж, куда мачеха привезла Эллу. Не без усилий у них получается отобрать у неё волшебный посох, а саму её отправить на Северный полюс.
Всё устраивается так, что принц думает, будто сам выгнал нечисть, и простой народ, тоже поверивший в его подвиг, восхваляет его. Пятак и Мамбо прибирают всё в своей башне к приходу волшебника, а Рик женится на Элле, которая поняла, что он именно тот, кто ей нужен.

## Озвучивание
| Актёр                | Роль                     |
| -------------------- | ------------------------ |
| Сара Мишель Геллар   | Элла                     |
| Фредди Принц-младший | Рик                      |
| Энди Дик             | Мамбо                    |
| Уоллес Шон           | Пятак                    |
| Джордж Карлин        | Волшебник                |
| Сигурни Уивер        | Фрида злая мачеха        |
| Патрик Уорбертон     | принц                    |
| Джон Ди Маджо        | Гномы, Великан           |
| Билл Фармер          | второстепенные персонажи |